# Kalicz Nándor
Kalicz Nándor (Tarnabod, 1928. március 8. – Budapest, 2017. április 15.) magyar régész, az MTA doktora.

## Életpályája
1955-ben az ELTE BTK muzeológiai (ősrégészet) szakán szerzett diplomát, 1961-ben szerzett egyetemi doktori fokozatot, majd 1962-ben sikeresen védte meg kandidátusi disszertációját, 1989-ben a történelemtudomány (régészet) akadémiai doktori fokozatát nyerte el.
1955-1957 között a nyíregyházi Jósa András Múzeumban, 1957-1958 között a miskolci Herman Ottó Múzeumban dolgozott. 1958-tól 1961-ig aspiráns volt az ELTE Ősrégészeti Tanszékén 1961-től 1990-ig az MTA Régészeti Intézetének kutatója, 1954-2002 között számos ásatás vezetője, végül tudományos tanácsadója volt. Hivatásától nyugdíjasként sem vonult vissza, életének utolsó pillanatáig, még betegen is dolgozott.
2017. április 15-én, 90 évesen hunyt el Budapesten.

## Munkássága
Pályájának elején máig ható érvénnyel dolgozta fel a magyarországi kora bronzkor és rézkor régészeti emlékeit. Több őskori kulturális fázis felfedezése és megnevezése kapcsolódik munkásságához, számtalan hazai és nemzetközi konferencián tartott előadást, 260 cikke és több könyve is megjelent. Életének meghatározó állomása volt a berettyóújfalu-herpályi tell és az aszódi késő neolitikus település és temetkezések föltárása.
A Magyar Tudományos Akadémia Régészeti Intézetének köztestületi tagja.
Kutatási területei az újkőkor és a rézkor voltak.

## Művei
- 1954 Tiszazug őskori települései.
- 1957 A Herman Ottó Múzeum ásatásai és leletei 1957-ben. A Herman Ottó Múzeum Évkönyve 1.
- 1958 Késő bronzkori urnatemető Igrici község határában. A Herman Ottó Múzeum Évkönyve 2.
- 1963 Die Péceler (Badener) Kultur und Anatolien. Studia Archaeologica 2., Budapest.
- 1968 Die Frühbronzezeit in Nordost-Ungarn. Abriss der Geschichte des XIX-XVI. Jahrhunderts v. u. Z. Archaeologia Hungarica, Series nova (45). Akadémiai Kiadó, Budapest.
- 1970 Agyag istenek - a neolitikum és a rézkor emlékei Magyarországon.
- 1972 A medinai kora neolithikus leletek. A szekszárdi Balogh Ádám Múzeum füzetei 10.
- 1974 A balatoni csoport emlékei a Dél-Dunántúlon. JPMÉ 14-15.
- 1977 Die Linienbandkeramik in der Grossen Ungarischen Tiefebene. Studia Archaeologica 7., Budapest.
- 1978 Früh- und spätneolithische Funde in der Gemarkung des Ortes Lánycsók (Vorbericht). JPMÉ 22.
- 1986 Ásatások Berettyóújfalu-Herpály neolitikus és bronzkori tell-településén 1977—1982 között. I. Újkőkor (Neolitikum) Bihari Múzeum Évkönyve 4-5. (tsz. Raczky Pál)
- 1990 Früchneolitische Siedlungsfunde aus Südwestungarn. Inventaria Praehistorica Hungariae 4. Budapest.
- 1999 A késő rézkori Báden kultúra temetője Mezőcsát-Hörcsögösön és Tiszavasvári-Gyepároson. A Herman Ottó Múzeum Évkönyve 37.
- 2000 Újkőkori arcos edények a Kárpát-medence északkeleti részéből. A Herman Ottó Múzeum Évkönyve 39. (tsz. S. Koós Judit)
- 2014 Mezőkövesd-Mosolyás. A neolitikus Szatmár-csoport (AVK I) települése és temetője a Kr. e. 6. évezred második feléből. Borsod-Abaúj-Zemplén megye régészeti emlékei 9. Miskolc. (tsz. Koós Judit)